# ポチョムキン＝タヴリーチェスキー公 (戦艦)
ポチョムキン＝タヴリーチェスキー公（ロシア語: Князь Потёмкин-Таврическийクニャースィ・パチョームキン・タヴリーチェスキイ）は、ロシア帝国で建造された戦艦である。艦名は「ポチョムキン＝タヴリーチェスキー公爵」にちなむ。ロシア帝国海軍では当初は艦隊装甲艦（Эскадренный броненосец）、のち戦列艦（Линейный корабль）に分類された。ロシア第一革命の時期に水兵による叛乱が起こったことで世界にその名を知られた。特に、ポチョムキンという略称で有名である。

## 概要

### 設計
設計と建造指揮はセヴァストーポリ軍港のアレクサンドル・ショット艦船技師によって行われた。
新しい艦隊装甲艦は前のトリー・スヴャチーチェリャに範をとっていた。これに、イギリスのマジェスティック級戦艦に似た装甲装備を持ったペレスヴェート級装甲艦の経験に基づいた変更を取り入れていた。従来の装甲板に比べ軽量化に優れる装甲板の採用により防御重量は大幅に軽減され、浮いた重量は中間砲の搭載数の倍増や艦首尾部分への中口径砲への防御装甲の装備、水平甲板の傾斜部分の増厚に充てられた。
新しい艦隊装甲艦には、初めて統一的な射撃管制指揮装置が採用されていた。射撃管制は、戦闘司令塔に設置された中央管制所から行われることになっていた。艦橋両翼には、空中甲板（フライング・デッキ）が設置されていた。また、ロシア海軍では初めて、液体燃料を使用するボイラーを搭載する艦であった。
計画排水量は12,480tであったが、建造中の設計変更により実際には12,900tに達した。船体長は113.2m、幅は22.2m、喫水は8.4mであった。機関は、3グループに分けられた蒸気ボイラーであった。そのうち2 グループは14基の石油焚きボイラーを使用したもので、残る1 グループが8基の石炭焚きボイラーを使用していた。これらの蒸気ボイラーが発する高圧蒸気により、2基の直立型3段膨張式レシプロ機関を動かして10,600馬力を発生し、最高速力16.7knを発揮した。推進用プロペラシャフトは左右対称に配置され、軸先には直径4.2mのスクリュープロペラが取り付けられ回転数82rpmで推進していた。燃料搭載量は常備で950t、満載で1,100t、そのうち、石炭は340tであった。巡航速度10knでの航続距離は、3,600浬であった。飲料水の搭載量は14日分で、食料は60日分が搭載できた。

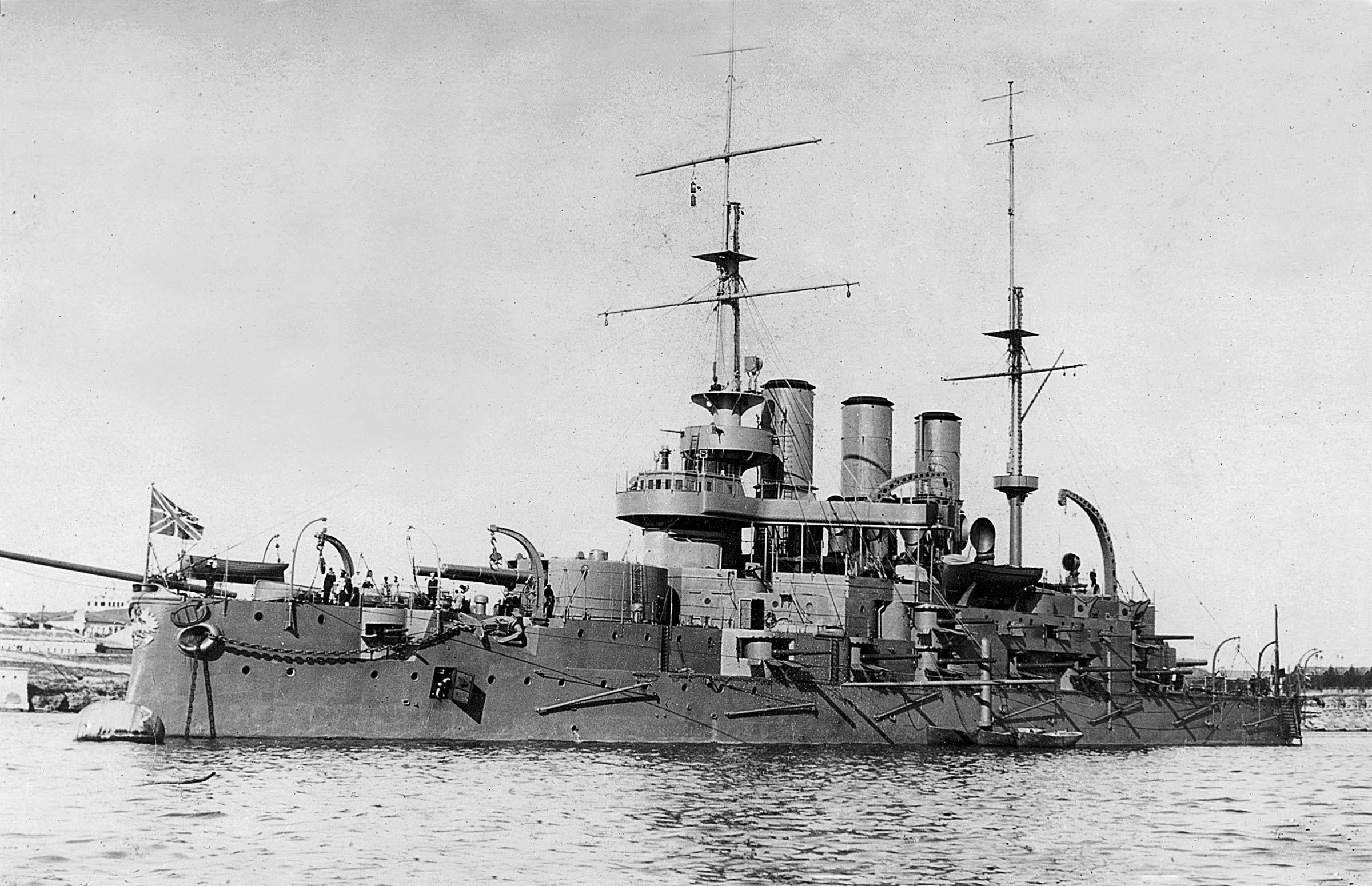
1906年から1910年の間に撮影されたパンテレイモン
建造当初の状態。砲廓の配置、小口径速射砲を搭載したマストのファイティングトップ、空中甲板（フライングデッキ）を備えた艦橋の様子などがよく見て取れる。

## 武装

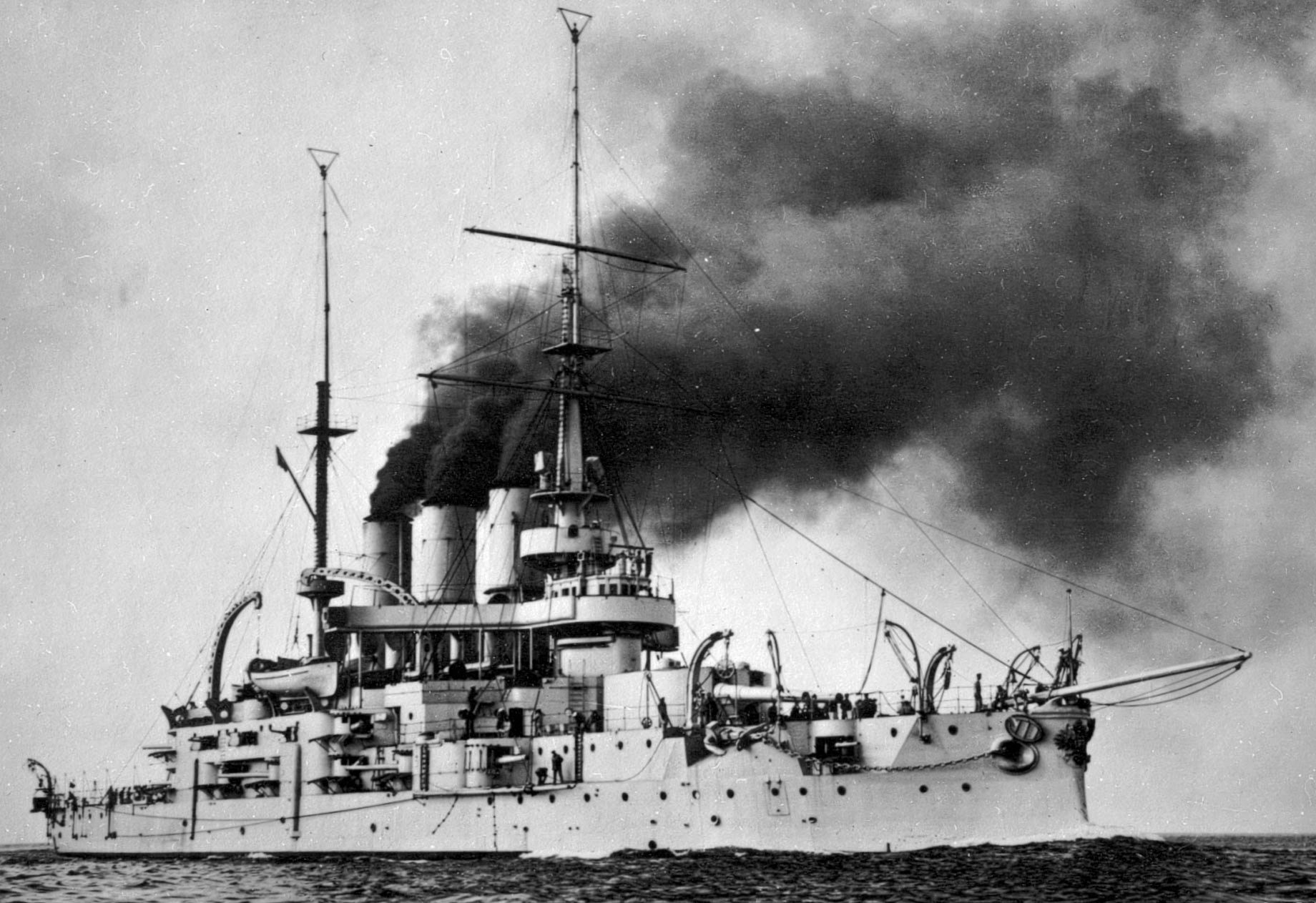
写真は1906年に撮られた「パンテレイモン」時代の本艦。円筒形の主砲塔と艦首尾線方向への副砲の射界を確保すべく切り欠かれた舷側部と舷側に張り出した副砲ケースメイト配置が良く判る写真。

本艦の主砲は前級に引き続き「Pattern 1895 30.5cm（40口径）砲」を採用した。砲弾重量は331.7kgの砲弾を仰角15度で初速は792.5m/sで撃って最大射程14,640mまで届かせられ、射程5,490mで201mmの舷側装甲を貫通できた。この砲を円筒形の連装砲塔に収めて2基4門だった。砲塔1基当たりの重さは43tで、仰能力は仰角15度・俯角5度である。旋回角度は単体首尾線方向を0度として左右135度の旋回角度を持つ、主砲身の俯仰・砲塔の旋回・砲弾の揚弾・装填は主に電力で行われ、補助に人力を必要とした。発射速度は毎分1発の設計であったが1分あたり0.75 発であった。1門当たりに割り当てられた砲弾は、徹甲弾が18発、榴弾が18発、破砕弾が4発、鋳鉄弾が8 発、対人散弾が2発であった。砲塔は、最大254mmの装甲を持っていた。
副砲に「Pattern 1892 15.2cm（45口径）速射砲」を採用した。その性能は41.4kgの砲弾を、仰角20度で初速792m/sで撃って11,520mまで届かせられ、射程5,490mで43mmの装甲を貫通できた。1門あたり重さ5 tで舷側部の装甲砲座（砲廓、ケースメートとも言う）に片舷8基ずつ計16門が搭載された。砲架の俯仰能力は仰角20度・俯角5 度である。旋回角度は135度で発射速度は毎分3発の設計であった。装甲砲座は、127mmの装甲を持っていた。
このほか、小口径砲として75mm速射砲や甲板上や装甲砲座、4mm速射砲がマストのファイティングトップに装備された。機関銃もマスト上に装備された。魚雷発射管も装備されていた。

## 防御
本艦の防御は、艦砲射撃、機雷および魚雷攻撃への対応を考慮に入れた全体防御設計となっていた。艦の重要箇所には防御装甲が施された。すなわち、垂直方向からの砲弾に対する外面の防御として舷側と上部構造には装甲が施され、水平方向からの防御としては傾斜をつけた装甲甲板が設置された。これには、1901年竣工の防護巡洋艦ジアーナで初めて採用されたイジョール工場製の超軽量ニッケル鋼が用いられていた。
装甲厚は先にペレスヴェート級より若干強化された。舷側装甲は中間部で229mm（前級では最大229mm）、司令塔も229mm（前級では最大152mm）となった。特に主砲塔の装甲は、前級の229mmから25mmに強化されていた。
要目上の特徴から、ポチョムキンは建造当時のロシア艦船の中で最も強力な艦であるといえた。火力では同クラスのアメリカ合衆国製装甲艦レトヴィザンや、ずっと大型のイギリス海軍のフォーミダブル級（クイーン級）を上回っていた。ポチョムキンは速力ではそれらの戦艦に劣っていたが、ロシア海軍は16knの速力があれば黒海艦隊の装甲艦としては十分であると考えていた。

## 艦歴

### 建造
1897年11月25日付けで黒海艦隊に登録、1898年10月10日付けでニコラーエフのニコラーエフ海軍工廠（現在の黒海造船工場）で起工した。1900年9月14日には進水し、「ポチョムキン＝タヴリーチェスキー公」と命名された。1903年の竣工が予定された。
1902年夏にはニコラーエフからセヴァストーポリへ回航され、そこで完成作業と武装類の搭載等の艤装工事が行われたが、当初予定していた完成期日は、ボイラー室で発生した火事によって遅れ、損失として一部ボイラーを石炭焚きのものに換装しなければならなくなった。主砲の試験の際には、砲塔装甲に気孔が見つかったために組み立てなおして新しいものに取り替えなければならなかったが、その準備には1904年末までかかった。結局、予定より2年近くも遅れて1905年5月20日に竣工した。

### ポチョムキンの叛乱（ロシア語版）
本艦の起工と同時に実質的な乗員の編成に着手された。このために、第36海兵団が編成された。海兵団には、砲術士、機関士、水雷術士が含まれていた。1905年5月に艦が竣工した時点で乗員は731名を数え、そのうち26名が士官であった。

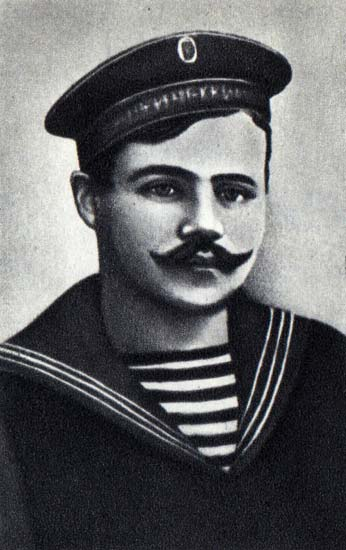
蜂起指導者のグリゴリー・ヴァクレンチュク

1905年6月14日、艦上で水兵による武装蜂起が発生した。黒海艦隊ではかねてより武装蜂起の準備がされていたが、蜂起の計画者らは本来1905年秋に決起する計画を立てていた。しかし、ポチョムキンは突出し、計画よりずっと以前に蜂起を実行に移したのである。

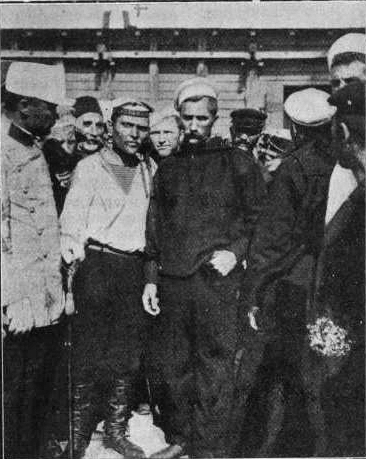
蜂起指導者のマチュシェンコ（白シャツを着た中央左側の人物）

6月14日、ポチョムキンはテーンドル湾の沖合い停泊地にて武装の試験を行っていた。叛乱突発の原因は、昼食のボルシチに腐った肉 が使われているのに不満を申し立てた水兵に対して艦の指揮官が懲罰を加えようとしたことであった。それに対し、水兵らはライフル銃を取り、士官らを武装解除した。
艦長と上級士官のほか、特に憎まれていた士官は水兵によって射殺された。残る士官らは逮捕された。蜂起の指導者には、パーナス・マチュシェンコ が選出された。艦を掌握すると、水兵たちは艦船委員会と指導部を選出し、武装や機関、および逮捕者の管理に関する艦の体制を整えた。
蜂起には、テーンドル停泊地にてポチョムキンの射撃試験の補助をしていた第267号水雷艇の乗員も合流した。両艦艇は、革命の象徴として赤旗を掲揚した。
6月14日14時00分、ポチョムキンの乗員は革命を宣言した。同日の夕刻には両艦艇はオデッサに到着した。オデッサでは、折しもゼネストが行われていた。ポチョムキンの水兵らとオデッサの労働者たちは大規模なデモ行進と、ポチョムキンの蜂起の最初の指導者で銃殺されたグリゴリー・ヴァクレンチュクの葬儀を行った。その後、ポチョムキンは皇帝の軍と警察に対して若干の射撃を行った。
このような不徹底な、いわば単なるデモに過ぎない行動も、短期的には驚くべき効果を発揮した。しかし、6月17日になると反乱鎮圧のため政府軍艦隊が派遣されることになった。艦隊は、黒海艦隊所属の艦隊装甲艦ドヴィエナザット・アポストロフ、ゲオルギー・ポベドノーセツ、トリー・スヴャチーチェリャ、水雷巡洋艦カザールスキイ、第255号、第258号、第272号、第273号水雷艇から編成されていた。皇帝ニコライ2世はポチョムキンの叛乱を危険なものであるとみなしており、この艦が赤旗を掲げたまま黒海を遊弋するのを許容することはできないと考えていた。そして、黒海艦隊司令官であるチュフニーン海軍中将に対して速やかに叛乱を鎮圧し、最悪の場合には叛乱艦を全乗員ごと撃沈すべしとする指令を与えた。サンクトペテルブルクにいたチュフニーンは、クリーゲル海軍中将に司令官代理として事態に対処するよう任じた。

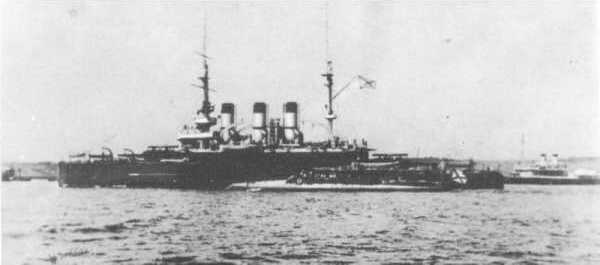
ポチョムキンと、それに横付けした第267号水雷艇

6月18日早朝、オデッサの停泊地にあったポチョムキンでは、乗員たちが町に向けて大規模な艦隊が接近しつつあるのに気づいていた。艦隊には、5隻の装甲艦と6隻の水雷艇の姿が見えた。上級指揮官クリーゲル海軍中将の将官旗を掲げた艦隊は隊形を組んで停泊地に接近し、雷撃と砲撃をもって謀反人たちを撃滅せんとしていた。
ポチョムキンは艦隊に向かって出航した。ポチョムキンでは、自分から発砲しないことが決議された。水兵たちは、ほかの艦艇でも蜂起に賛同した動きが表れることを期待したのである。交渉のため艦隊に赴くようにとの申し出を拒絶したポチョムキンの水兵らは、今度は艦隊の指揮官をポチョムキンへ招く申し出をした。クリーゲル艦隊指揮官の乗った旗艦ロスチスラフ（Rostislav）では、「投錨せよ」という信号が上げられた。その返答として、ポチョムキンはロスチスラフの衝角の前に進み出た。しかし、最後の瞬間になって進路を変更し、ポチョムキンは装甲艦ロスチスラフと、ヴィシュネヴェーツキイ海軍少将の乗る副旗艦トリー・スヴャチーチェリャのあいだを航行した。そして、衝角を警戒しつつ、脇へと去った。ポチョムキンは将官の艦に砲門を向けつつ、艦隊のあいだを縫って航行した。
しかしながら、砲門が開かれることはなかった。艦隊の艦艇の水兵らは叛乱者たちを砲撃することを拒否した。そして、上官たちから禁じられていたにも拘らず、甲板上に出て接近するポチョムキンに「万歳！」の歓声を以って挨拶を送った。
乗員の気運を危惧したクリーゲルは、全速力で公海上へ艦隊を移動させる指令を出した。ポチョムキンのもとには、装甲艦ゲオルギー・ポベドノーセツが留まった。ゲオルギー・ポベドノーセツの乗員は、ポチョムキンの乗員と話し合った結果、自艦の士官たちを逮捕し、蜂起に合流した。
しかし、のちにゲオルギー・ポベドノーセツの水兵たちのあいだには仲間割れが生じた。そして、ポチョムキンのもとを離れ、艦を政府に引き渡した。このことが、ポチョムキンの水兵たちに重大な印象を残した。彼らのあいだに、不満が募り始めた。

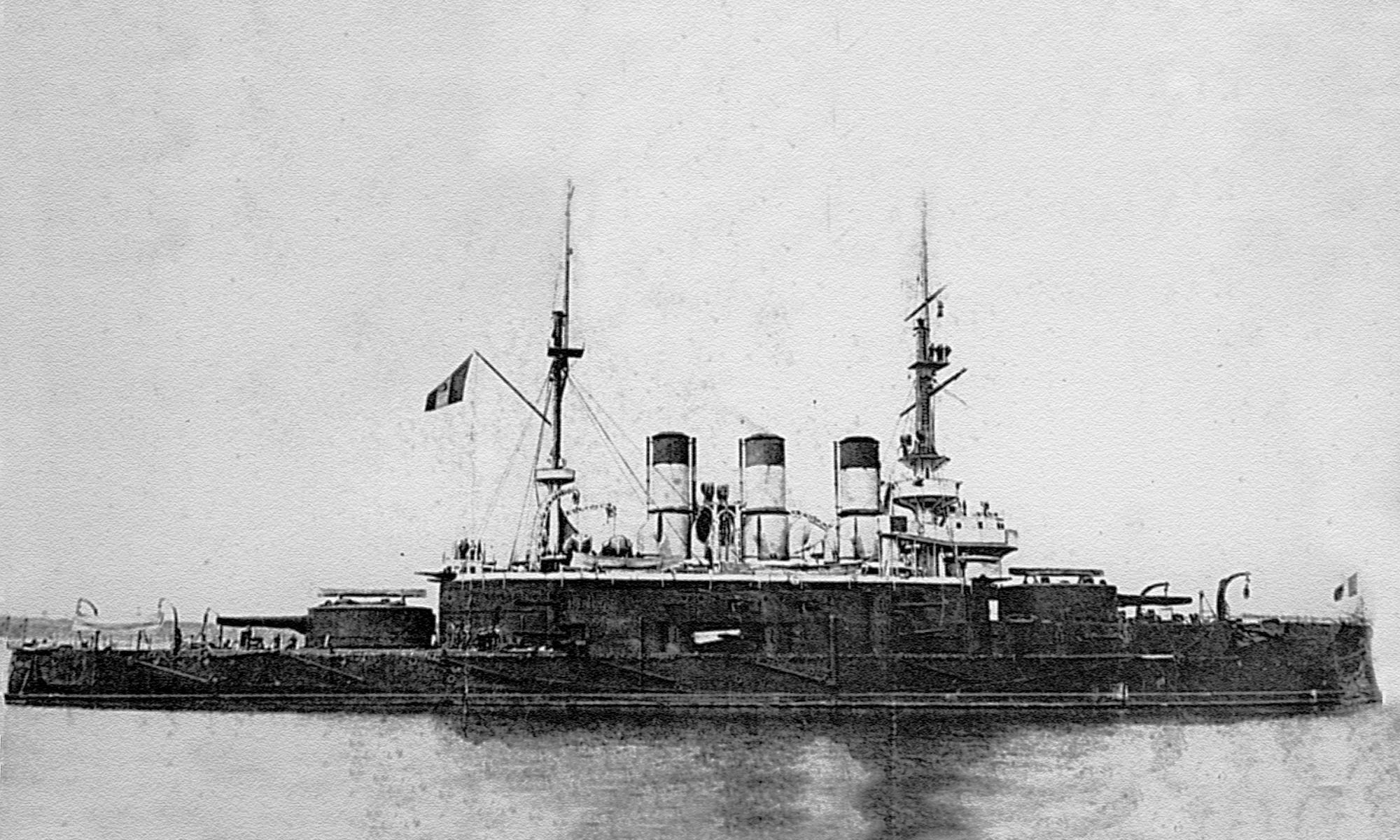
ルーマニアの国旗が掲揚されたポチョムキン、コンスタンツァ, 1905年6月25日

ポチョムキンが艦隊との2度目の遭遇からオデッサに戻ると、町は彼らに水と食料を与えることを拒否した。長い議論の末、彼らは黒海の対岸にあるルーマニアへ出航することを決議した。6月19日、ポチョムキンは第267号水雷艇を伴ってルーマニアのコンスタンツァに到着した。しかし、ルーマニア政府はポチョムキンに必要物資を提供するのを拒んだ。革命艦は、フェオドーシヤへ引き返すことになった。
ルーマニア政府から食料、燃料、水の補給を拒否されたポチョムキンは、危機的な状況に陥った。海水をボイラーに補給した結果、ボイラーは故障した。フェオドーシヤにポチョムキンが辿り着いたのは1905年6月22日朝6時のことであった。そこではすでに皇帝の正規軍と憲兵団が待ち構えていた。上陸した水兵のグループは銃火を浴びせられた。そのため、艦は再びコンスタンツァに向けて出航した。
ポチョムキンが6月24日にコンスタンツァへ到着すると、水兵らは艦をルーマニア政府に引渡した。翌25日には艦は赤旗を降ろし、水兵らは政治亡命者として上陸した。25日正午、ルーマニアの国旗がポチョムキンに掲揚された。第267号水雷艇の乗員は艇の引渡しを望まず、港内停泊地に錨を下ろした。同日、彼らはセヴァストーポリに向けて出航した。
6月26日には、コンスタンツァへ黒海艦隊の分遣隊が到着した。翌27日、ルーマニアはロシアにポチョムキン＝タヴリーチェスキー公を返還した。7月1日、艦はセヴァストーポリに到着した。

### 改名とセヴァストーポリの蜂起
叛乱艦の名称は嫌われるため、ポチョムキン＝タヴリーチェスキー公はすぐに改名されることになった。1905年9月30日付けで、正教会の著名な聖人である聖大致命者廉施者パンテレイモンに因んでパンテレイモン（Пантелеймонパンチリェーイマン） と改名された。この艦名は、1714年の聖パンテレイモンの祝日にロシア海軍 がハンゲの海戦にて勝利を収めたことに由来している。
しかし、ポチョムキン水兵による蜂起の伝統は艦の改名後も続いた。1905年11月に発生したセヴァストポリ蜂起において、彼らは再び蜂起側に就いたのである。11月13日、パンテレイモンは叛乱した艦船に合流した。しかし、この叛乱もまた鎮圧され、失敗に終わった。

### 活動
1907年9月27日には、海軍の新しい類別法に従って艦種を艦隊装甲艦から戦列艦（Линейный корабль）に改めた。

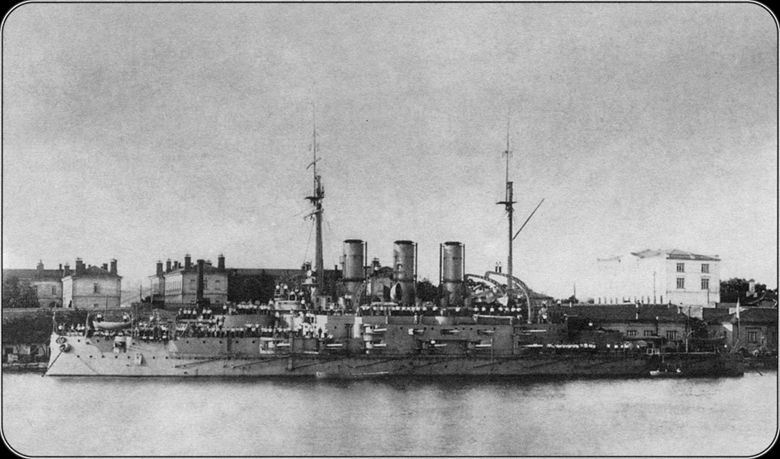
1911年、セヴァストーポリにおけるパンテレイモン
艦橋両翼の空中甲板やマストのファイティングトップが撤去され、戦闘司令塔覆い上に測距儀が設置されている。

1910年にはオーバーホールを受け、セヴァストポリ港にて船体と機関の修理を受けた。1911年10月2日には、コンスタンツァの沖合い停泊地から出港する際に浅瀬に乗り上げた。1912年には、セヴァストポリ港にて水線下の修理を行った。黒海艦隊の全艦艇を圧倒できる弩級戦艦がオスマン帝国に配備される見通しが明らかになると、黒海艦隊の戦列艦はそれに対応すべく装備の改修を受けた。そして、来るべき決戦のときのために、敵艦に集中砲火を浴びせる戦術の習得訓練に勤しんだ。
第一次世界大戦が勃発すると、パンテレイモンは第2戦列艦戦隊所属艦として戦闘に参加した。1914年11月5日のサールィチ岬の海戦ではいよいよオスマン帝国海軍の巡洋戦艦ヤウズ・スルタン・セリムおよび軽巡洋艦ミディッリと対峙することになったが、パンテレイモンは煙霧のため敵艦を視認できず、発砲しなかった。
その後も、パンテレイモンは他艦と交代でしばしばボスポラス海峡を遊弋した。1915年4月28日には、ヤウズとエフスターフィイのあいだで海戦が発生した。この際、エフスターフィイに同行していたパンテレイモンも敵艦目掛けて発砲したが、104鏈 の距離から発射された砲弾は命中せず敵艦まで届かず、続いて発砲した第2撃が敵を脅かした。パンテレイモンのG・K・レーマン2等士官の証言によれば、パンテレイモンのある砲弾はゲーベン の艦尾から30 - 40 サージェンの距離に着弾した。また別の砲弾は後部煙突の辺りに命中し、さらに第三の砲弾が砲塔に命中した。砲弾は濛々たる黒煙を上げて爆発し、赤い火の手が上がるのが見えた。ドイツのG・ローレイ海軍少将の証言によれば、ロシア艦の砲撃は極めて優れていた。1916年2月5日から4月18日にかけては、トラペズンド攻略作戦で活躍した。

### ロシア革命
1917年初めには、事実上黒海艦隊の軍事行動は停止した。パンテレイモンは、ほかの艦船とともに自分の母港であるセヴァストーポリに停泊していた。
二月革命ののち、セヴァストポリでは黒海ウクライナ軍事委員会、労農黒海艦隊中央委員会（ツェントロフロート）、軍人労働者代表会議が設置された。パンテレイモンでは、ほかの多くの艦船におけるのと同様、ウクライナ人組織が結成された。ウクライナ人水兵は、黒海艦隊のウクライナ化とウクライナ艦隊の創設の実行をウクライナ中央ラーダに対し強く要求した。

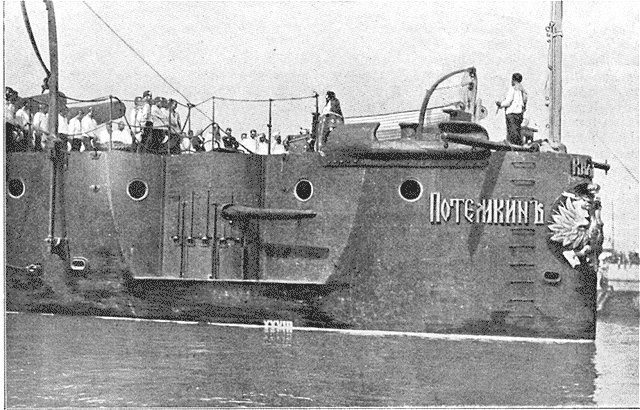
1917年夏に撮影された本艦「ボレーツ・ザ・スヴォボードゥ」の艦尾部分
艦尾にはまだ「ポチョムキン」の文字が見える。1905年11月の蜂起の犠牲者を弔う式典が執り行われている。改装に先立ち、犠牲者の遺体が艦上に安置された。

1917年3月31日 には、艦名はポチョムキン＝タヴリーチェスキー（Потёмкин-Таврический）に改められた。これは1905年の水兵の蜂起を記念するための改称であったが、「公爵」という貴族の称号は除去された。しかし、艦名のそもそもの由来となったポチョムキン公爵がウクライナの圧政者であったこともあり、この艦名は長くは使用されなかった。4月28日 には、早くも艦名はボレーツ・ザ・スヴォボードゥ（Борец за Свободу（「自由の戦士」の意））に改められた。
1917年10月12日には、戦列艦ヴォーリャ、司令艦ゲオルギー・ポベドノーセツとともに本艦ボレーツ・ザ・スヴォボードゥにもウクライナ国旗が掲げられた。ウクライナの国旗の下でも、艦名はそのまま（ウクライナ語ではボレーツィ・ザ・スヴォボードゥБорець за Свободу）であった。
12月には、ボリシェヴィキがウクライナへ侵攻を開始した。本艦ボレーツ・ザ・スヴォボードゥは、12月16日 に赤軍の管理下に入った。その間、1918年2月21日には「社会主義の祖国は危機にある」との人民委員会議布告が出され、非常事態宣言がなされた。この布告では、「敵の工作員、投機者、泥棒、ならず者、反革命扇動者、ドイツのスパイは現場で銃殺を命令」とされており、廃止されていた死刑が全面的に復活された。セヴァストポリにあったボレーツ・ザ・スヴォボードゥでは、この宣言に従い乗員が「すべてのブルジョワジーを根絶する」と決議し、3昼夜のあいだに高級将校や知識人ら約600人を殺害するという事態に至った。殺害は赤軍がセヴァストーポリを放棄する3月末まで続いた。当時セヴァストーポリの軍事革命委員会（ru:Военно-революционные комитеты）議長であったユーリイ・ガーヴェンが1920年12月14日に党中央委員会へ行った報告によれば、大量殺害は彼の命令によるものであった。
2月には中央ラーダが1918年2月9日のブレスト＝リトフスク単独講和により中央同盟国と同盟して反撃を開始し、3月から4月にかけてのクリミア作戦でクリミア半島を奪還した。ウクライナからの撤退の準備を始めた赤軍は、3月にボレーツ・ザ・スヴォボードゥを保管状態に置き、セヴァストポリ軍港に放置させた。

### ウクライナ国時代

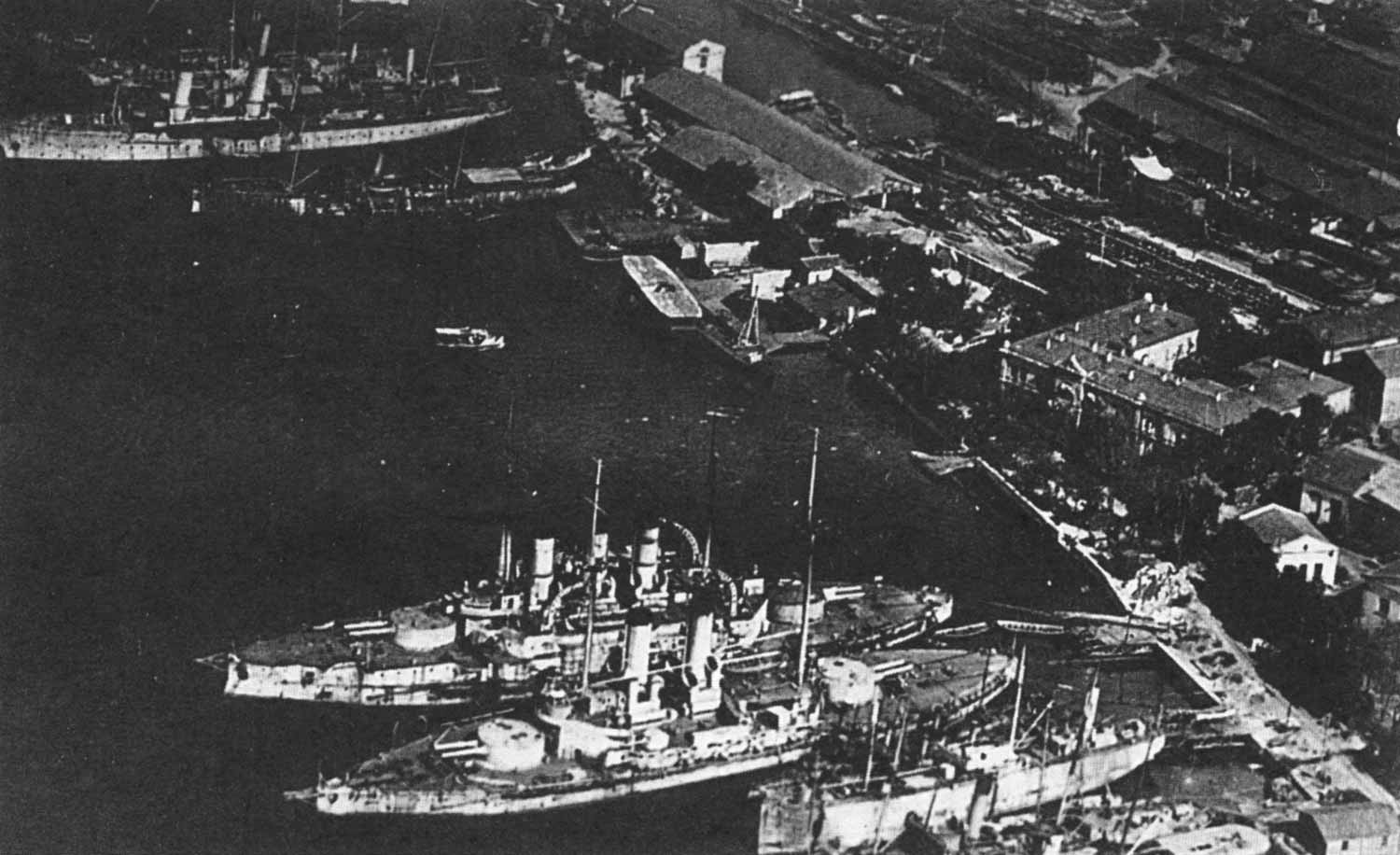
ウクライナ国時代のセヴァストーポリの様子
下方、2本煙突の戦艦が第3戦隊所属のトリー・スヴャチーチェリャで、その右舷側隣、上方が第2戦隊所属のボレーツ・ザ・スヴォボードゥ。

これに呼応し、1918年4月にはセヴァストポリでは港湾労働者と工場労働者による二度の反ボリシェヴィキ蜂起が発生した。艦隊の水兵は積極的に支援した。
4月22日には、黒海艦隊司令官のムィハーイロ・サーブリン海軍少将によって「すべての船舶、クリミア半島にある港湾施設は、ウクライナ人民共和国の管轄下にあり。よって、必要箇所についてはすべて、ウクライナ国旗を掲揚すべし」とする宣言が発令された。
1918年4月29日には、ボレーツ・ザ・スヴォボードゥに再び、ほかのすべての黒海艦隊艦船および要塞におけるのと同様、ウクライナ国旗が掲揚された。
同日、ヘーチマンの政変で共和国が倒されウクライナ国が建国された。ボレーツ・ザ・スヴォボードゥは、パウロー・スコロパードシクィイの治世において、ウクライナ国海軍に所属した。
しかし、ボレーツ・ザ・スヴォボードゥは1918年を通じて活動せず、長期の保管状態に置かれたままであった。一説には乗員が不足したためだとも言い、艦の一部を新しい弩級戦艦のために供出してしまったためだとも言われる。

### 最期
1918年11月24日になると、セヴァストポリにあったボレーツ・ザ・スヴォボードゥは侵攻したイギリス・フランス干渉軍によって拿捕された。半年後、1919年4月22日から4月29日のあいだに、イギリス軍司令部の命令でほかの艦とともに機関を爆破され、武装を撤去された。そうして、イギリス軍はクリミアから撤退した。ボレーツ・ザ・スヴォボードゥは、激しい損傷を負ったままセヴァストーポリの南湾に放置された。
1919年4月29日、ボリシェヴィキがクリミアを占領した際には、赤軍ウクライナ戦線の部隊に奪取され、ウクライナ社会主義ソヴィエト共和国赤色海軍に編入された。しかし、6月24日にはもう義勇軍によって奪取された。
1920年11月15日には、最終的にソヴィエト権力がセヴァストポリに建設されたが、現役への復帰は叶わなかった。ひどい損傷を負った旧式艦には修理するほどの意味がなかったためである。
1923年には、蜂起の実情をよく覚えていたレーニンによって解体の指示が出され、「コムボスフォンドフ」に引き渡された。1925年11月21日付けで赤色海軍から除籍された。解体されたポチョムキンのマストは、ドニエプル＝ブーフ潟にて灯台の基部として40年近く使用された。その後、前檣は永久保存のためレニングラード（現サンクトペテルブルク）の中央海軍博物館に委譲され、後檣はオデッサ郷土史博物館へ委譲された。そして、そこで現在まで保存展示されている。

### 水兵達のその後
1905年の反乱に参加した水兵の大部分は、1917年の2月革命までルーマニア国内に残る事を選択した。反乱の直後にロシアに戻った水兵も居たが、少なくとも56人が反乱罪で投獄され、うち7人が首謀者として処刑されている。その一方で、下士官の中には「水兵の脅迫の下に行動したのみである」と主張して免罪を受けたものも居た。
ルーマニアには約600人の水兵が残留した。首謀者の一人マチュシェンコは1907年に恩赦の約束の下に4人の同僚と共にロシアに帰国したが、約束は反故にされ絞首刑に処された。別の首謀者の一人であるジョセフ・ディムチェンコ（Joseph Dymtchenko）は、1908年に31人の元水兵と共にアルゼンチンに脱出し、彼の地に定住した。最後まで生存した元水兵はイワン・ベショフで、トルコとロンドン（彼はロンドンでレーニンに会ったと主張していた）を経由してアイルランドに脱出、ダブリンに定住した。彼はダブリンでフィッシュ・アンド・チップスの販売店を経営し、1987年10月25日に102歳で死去した。

### 神話化
ソ連時代、ポチョムキンの叛乱は革命の神話にされた。この題材を扱った最も重要な芸術作品はセルゲイ・エイゼンシュテインの『戦艦ポチョムキン』（原題に従えば『装甲艦ポチョムキン』）である。この映画は、実際のポチョムキンの叛乱20周年である1925年に、わずか3ヶ月というハードなスケジュールで撮影された。この年の春、ロシア第一革命20周年記念映画として映画『一九〇五年』の撮影依頼がエイゼンシュテインにあり、これが製作の過程でポチョムキンの叛乱にスポットライトを当てた形で完成させることになった。しかし、撮影班が映画の舞台となる艦船を探していたときにはすでにポチョムキンは艦上の設備を撤去されて撮影に使用できる状態になく、また似た形の艦船もバルト艦隊や黒海艦隊のどこにも残っていなかった。撮影班は苦心の結果、ポチョムキンより古い型の装甲艦ドヴィエナザット・アポストロフが機雷倉庫として使われているのを発見し、陸が映らないようつねに海側を背景に撮影するという工夫をしてこれを撮影に使用した。この船には爆発の危険性のある機雷が搭載されており、撮影はつねに静粛を求められた。このほか、ポチョムキンと同じ頃に建造された巡洋艦コミンテルンが撮影に使用された。ポチョムキンの全体が映る場面は、モスクワのサンドゥーノフ公衆浴場の「ムーア人風」の水泳プールに浮かべた模型が使用された。
ポチョムキンの叛乱とその映画は、オランダで1933年に発生したデ・ゼーヴェン・プロヴィンシェンの叛乱事件に影響を与えた。この叛乱に参加した水兵らは、彼らが映画『戦艦ポチョムキン』から影響を受けたと証言している。
このほか、イギリスの歴史家で作家のリチャード・ハフ（en:Richard Hough）によるドキュメンタリー小説『The Potemkin Mutiny』が、1960年に英語で出版されている。日本語訳は由良君美による『戦艦ポチョムキンの反乱』で、1962年12月に筑摩書房の『世界ノンフィクション全集37』で初出、その後2003年10月に講談社学術文庫から文庫本として出版されている。

## ギャラリー

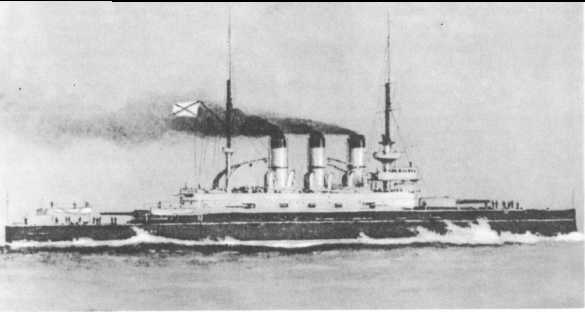
1905年、海上公試を行うポチョムキン＝タヴリーチェスキー公。
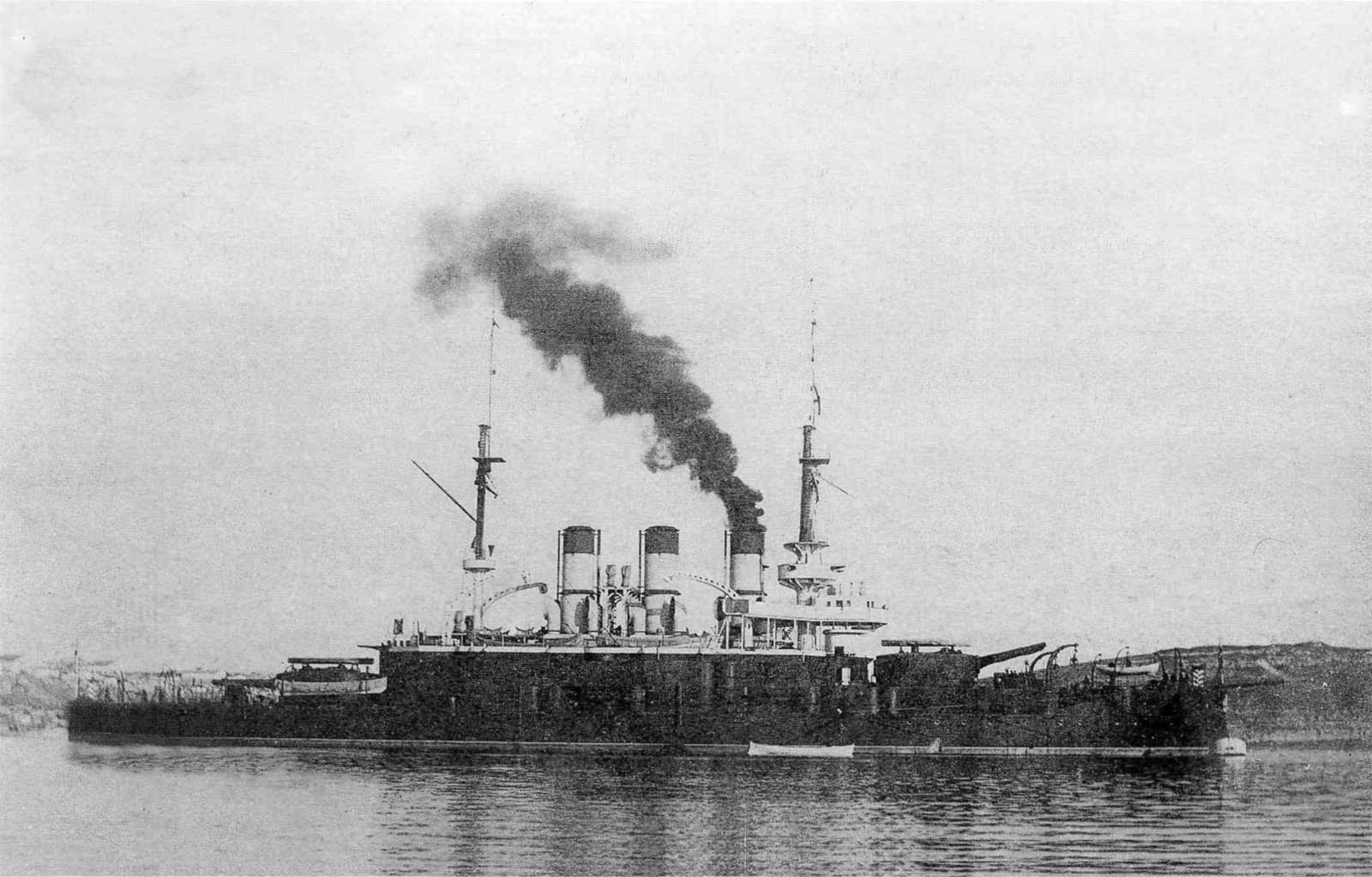
1905年夏にセヴァストーポリにて撮影されたポチョムキン＝タヴリーチェスキー公。
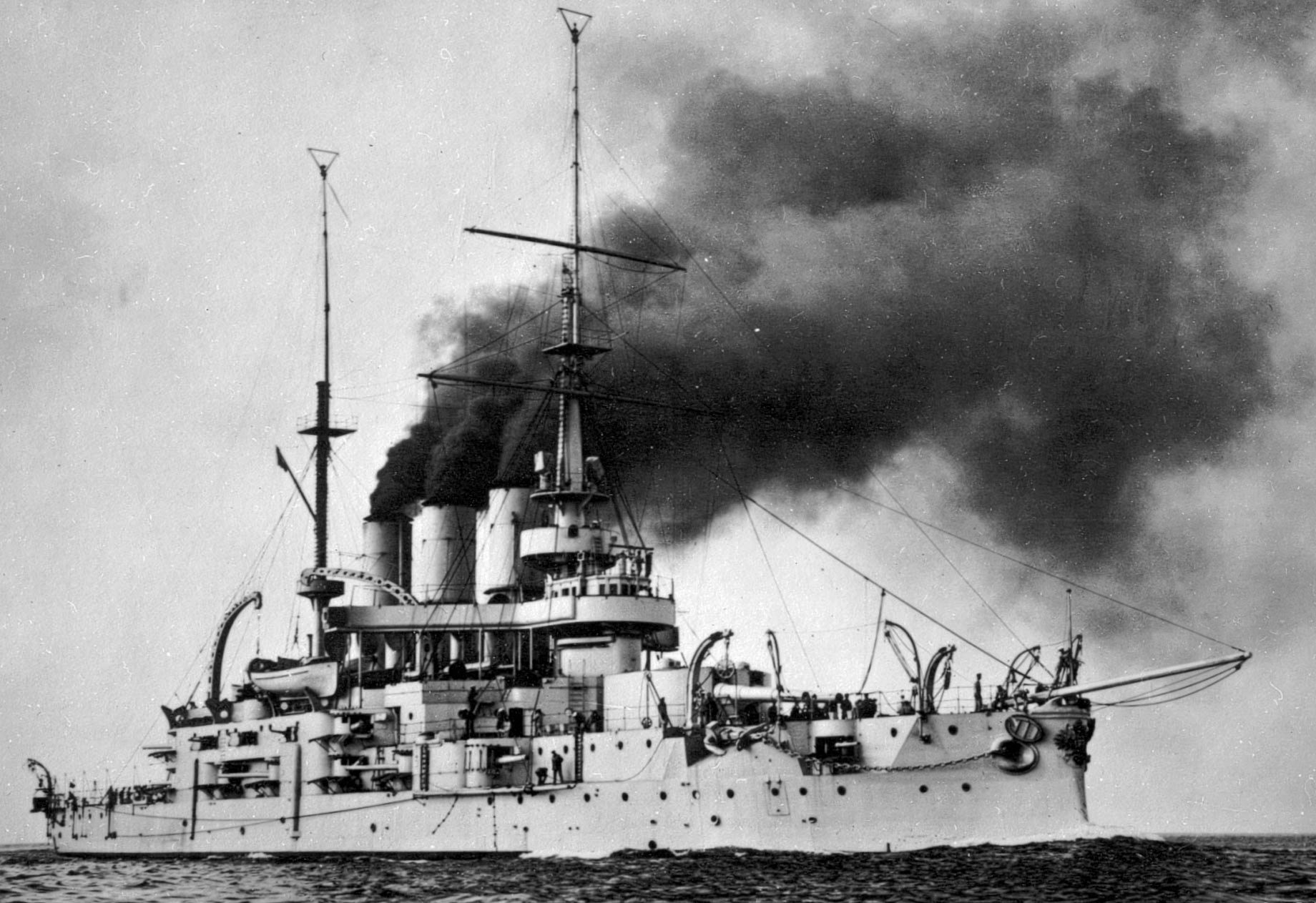
1906年に撮影されたパンテレイモン。
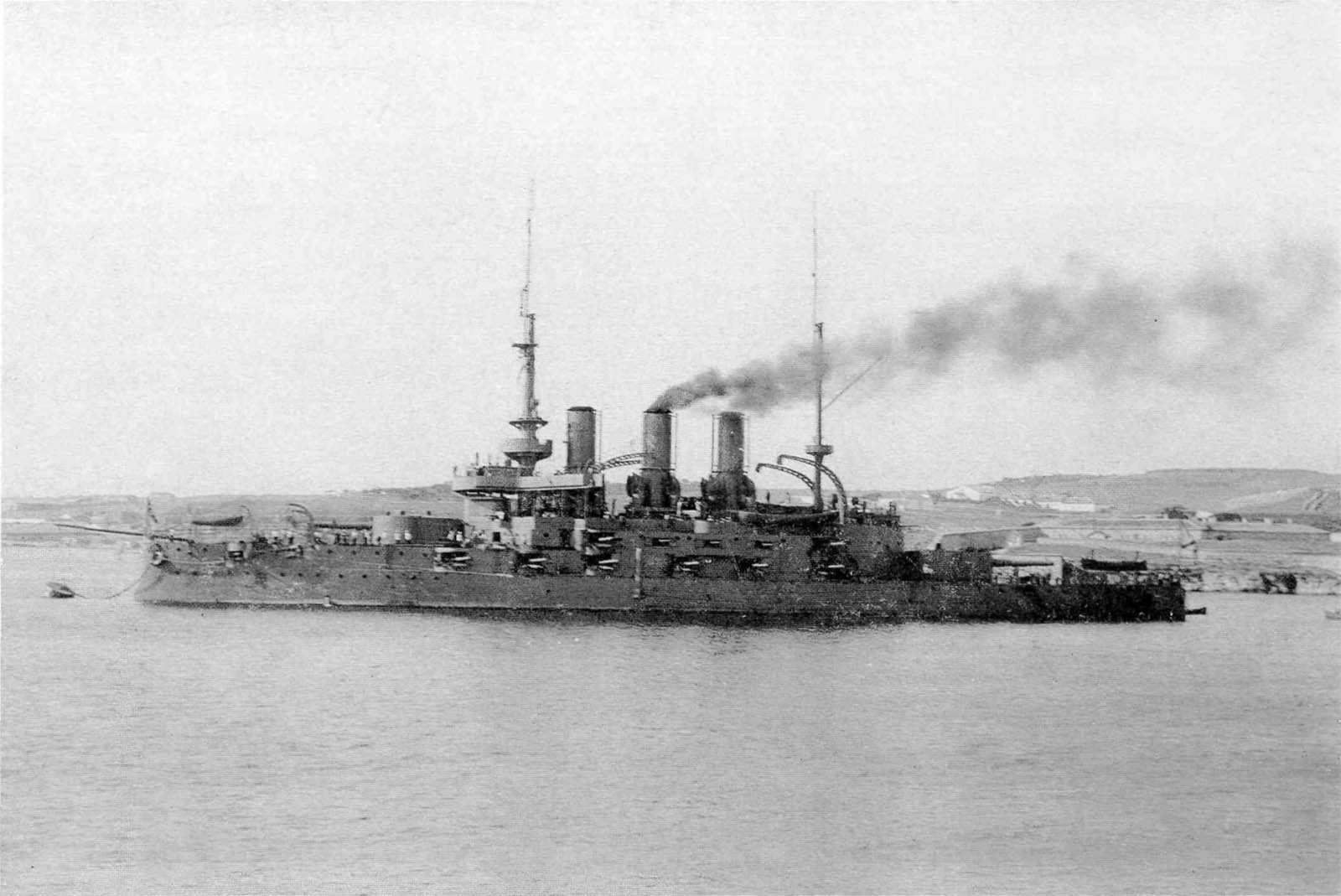
1908年にセヴァストーポリにて撮影された、近代化改修前のパンテレイモン。
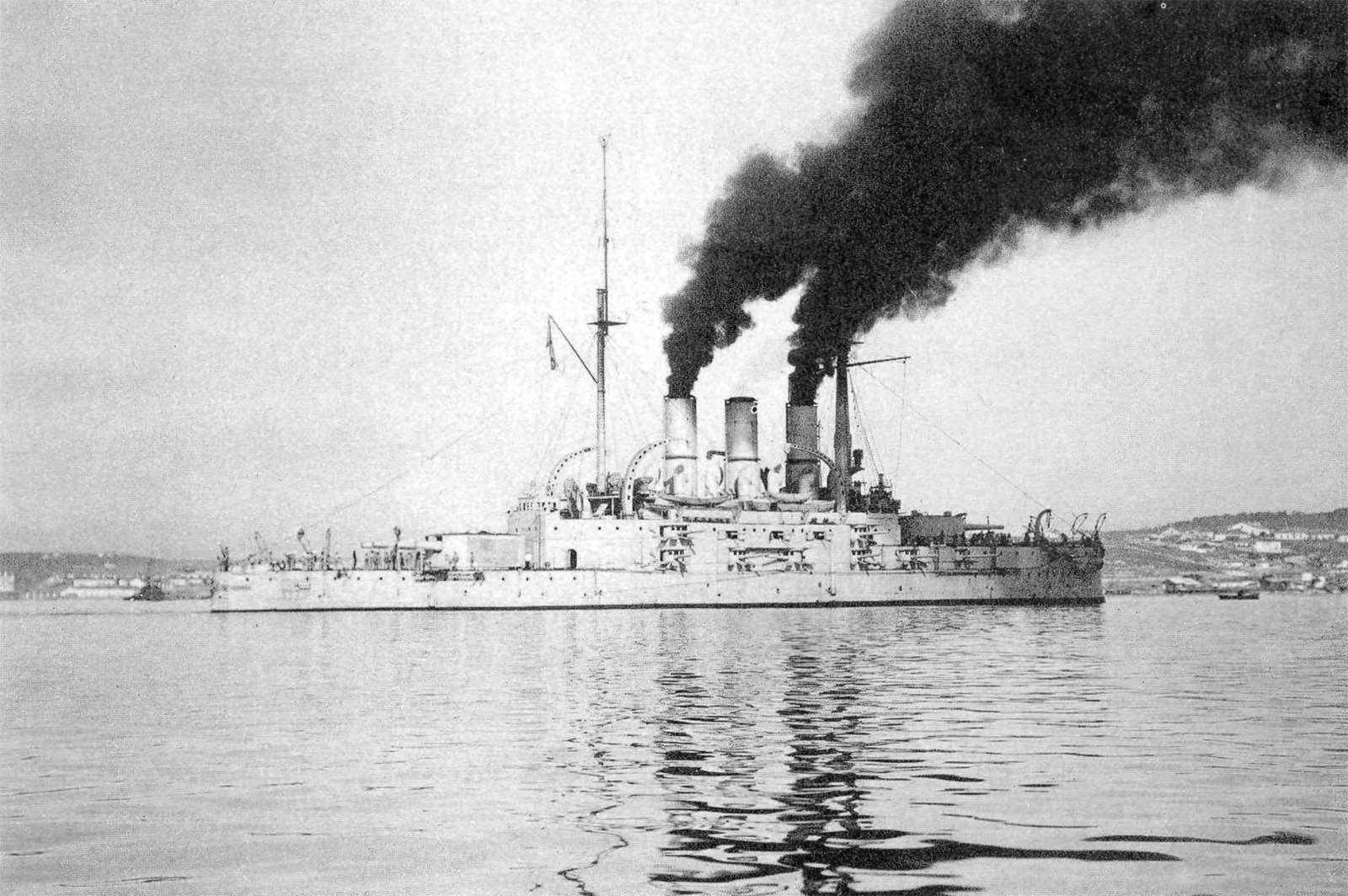
1911年にセヴァストーポリにて撮影された、近代化改修後のパンテレイモン。艦尾より。
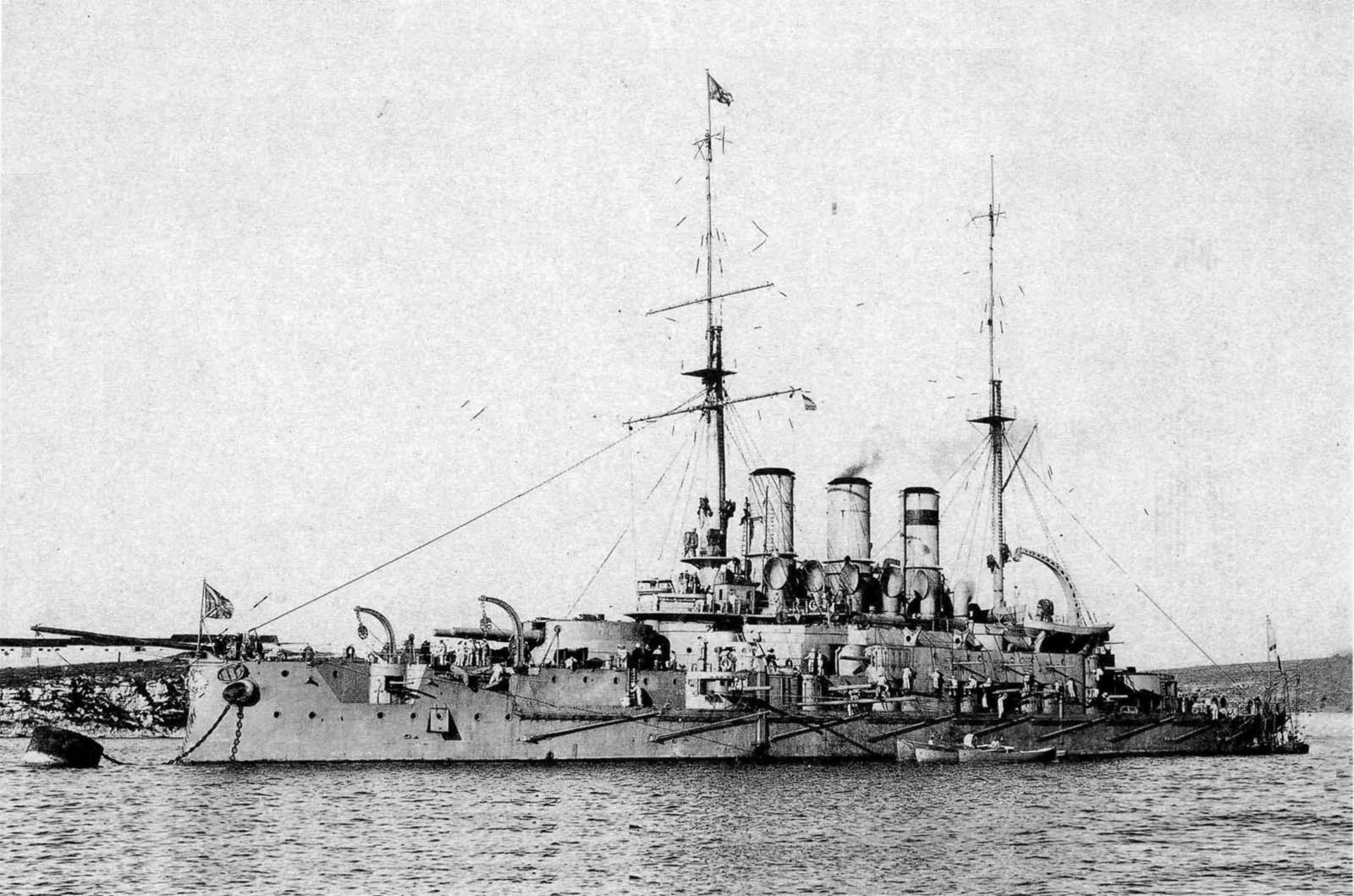
1912年夏にセヴァストーポリにて撮影された、近代化改修後のパンテレイモン。

### 記念物

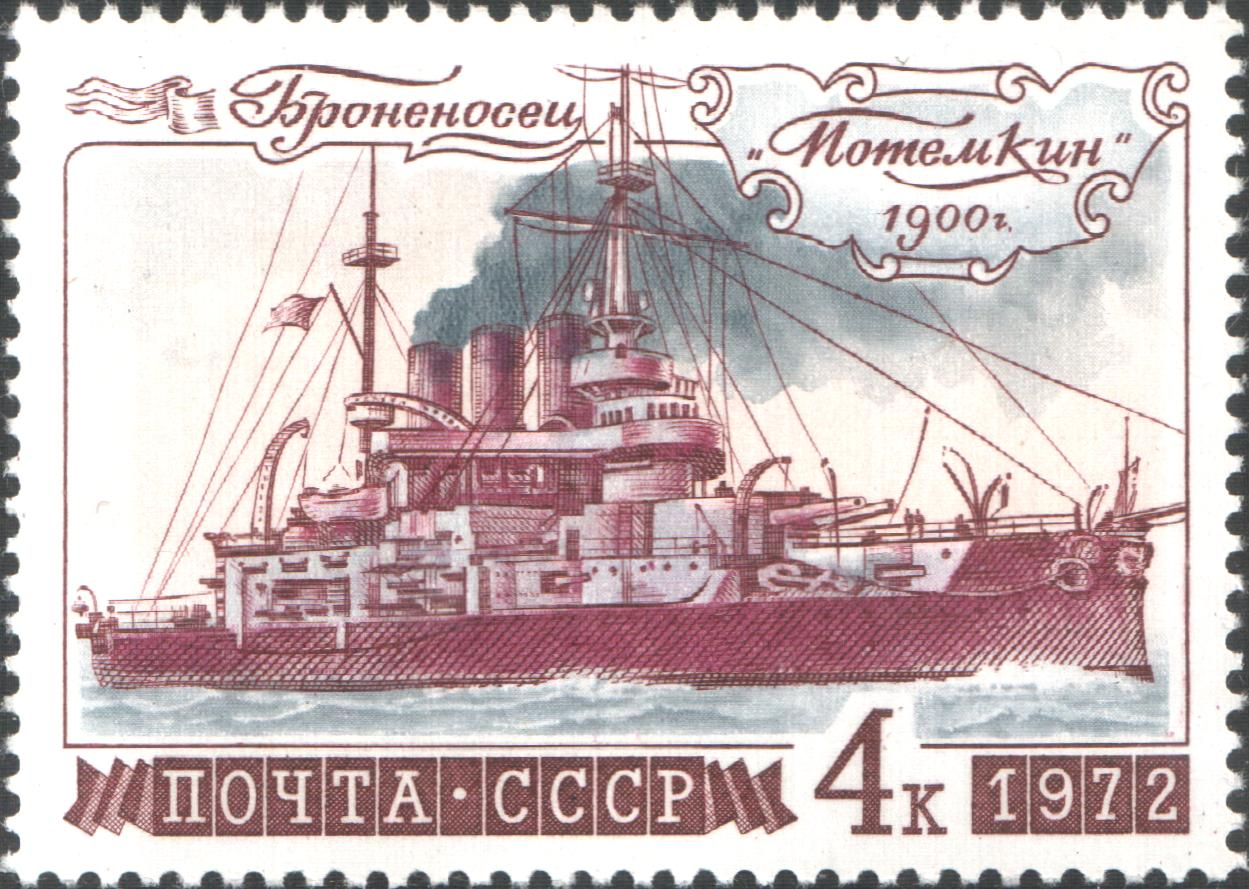
1972年に発行されたポチョムキンの4コペイカ記念切手。
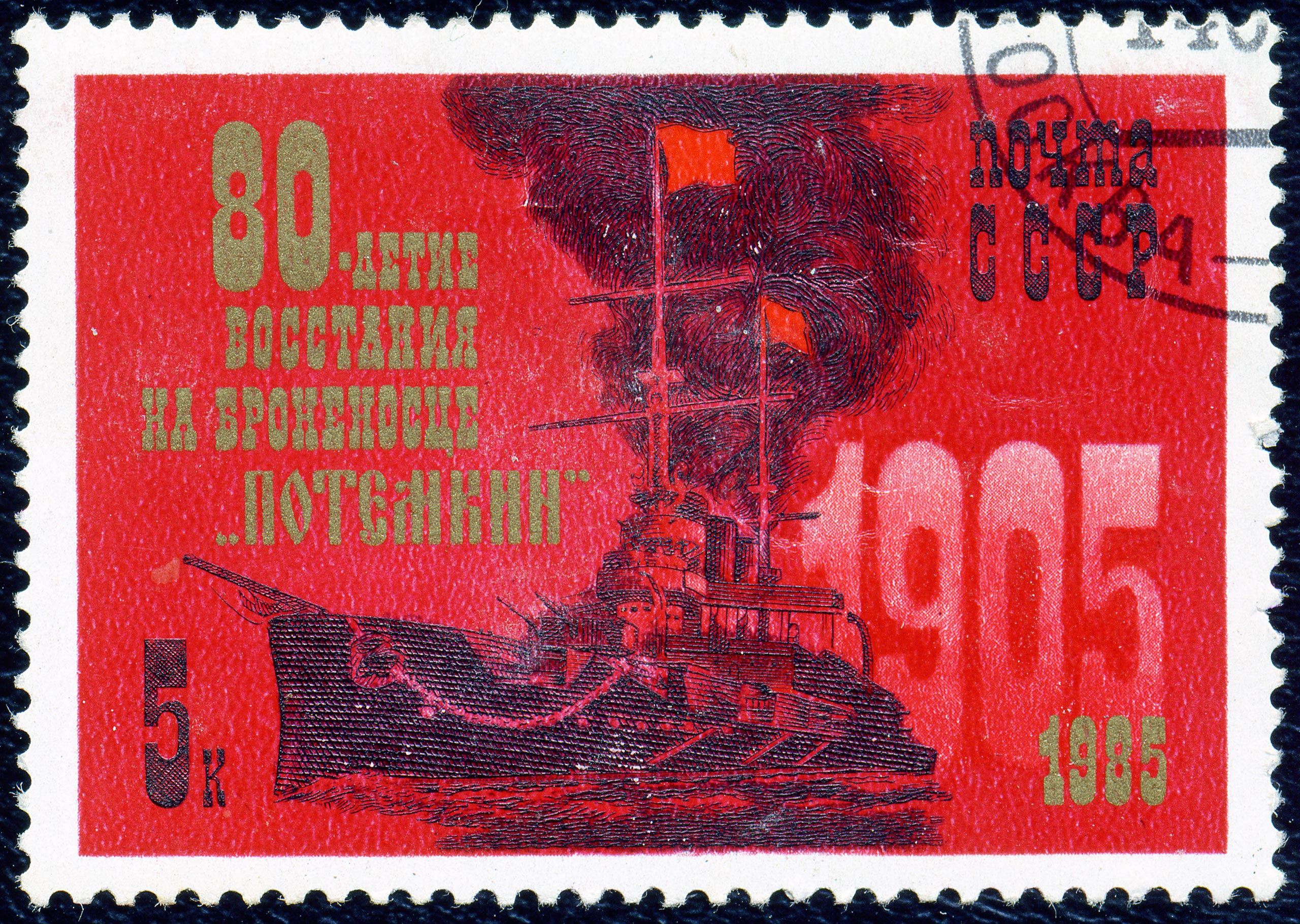
1985年に発行された、ポチョムキンの蜂起80周年の5コペイカ記念切手。